# (2) Pal·les
(2) Pal·les (del grec Παλλάς) és el segon asteroide més gros i el segon a ser descobert (el primer fou (1) Ceres) que posteriorment va ser com reassignat com Ceres, planeta nan.
Va ser trobat per Heinrich Wilhelm Olbers el 28 de març de 1802, mentre duia a terme observacions per a localitzar i determinar l'òrbita de Ceres, usant les prediccions del gran matemàtic Carl Friedrich Gauss. Olbers el va batejar en honor de Pal·les Atena, deessa grega de la saviesa. La seva òrbita està situada en la part central del cinturó d'asteroides però resulta molt inclinada i excèntrica per a un asteroide gran. La seva composició és única però prou semblant a la dels asteroides de tipus C.

## Estudis
Pal·les ha estat observat ocultant una estrella diverses vegades. Mesures acurades dels temps d'ocultació han ajudat a donar-li un diàmetre precís. Durant l'ocultació del 29 de maig de 1979 es va informar del descobriment d'un possible satèl·lit diminut, amb un diàmetre d'1 km. No obstant això, no ha estat confirmat. Basant-se en la interferometria de clapat, en 1980 es va informar d'un satèl·lit molt major amb un diàmetre de 175 km. La seva existència va ser posteriorment refutada.
Si la missió Dawn té èxit estudiant Ceres i Vesta, podria ser estesa per cobrir també Pal·les.

## Curiositats
L'element químic pal·ladi (nombre atòmic 46) va ser batejat en honor seu.